# Zrínyiújvár ostroma
Zrínyiújvár ostroma 1664. június 2-ától egészen június 30-ig tartott. Az ostromló török sereg vezére Köprülü Ahmed nagyvezír volt. A Zrínyi Miklós horvát bán építette Mura menti erősséget, hogy hatékonyabbá tegye a déli területek és hosszabb távon Velence, illetve Stájerország védelmét, ezzel gátolva a további török terjeszkedést.

## Előzmények
Zrínyi Miklós 1661-ben egy holland hadmérnökkel kezdte el építeni a Muránál Zrínyiújvár várát, Murakeresztúr mellett. Ezen a helyen a kanizsai pasa is akart egy erődöt, de Zrínyi kiismerte a szándékát és megelőzte a vár megépítésében. A vár építése ellen hevesen tiltakoztak a bécsi udvarban, de a török követség is követelte a lerombolását. Utóbbiak azzal fenyegetőztek, hogy az építkezés megbonthatja a békét és háborús ok lehet a szultán előtt. Ennek ellenére az erőd megépült.
Zrínyi úgy vélte, hogy az új erőd hatékonyabb védelmet tud biztosítani a Muraköz és déli osztrák területek lakossága számára a törökök portyázásainak ellenében, akik az elmúlt évtizedekben mélyen behatoltak a Királyi Magyarország területére és a kisebb városokat és falvakat megfélemlítő akcióikkal adózásra kényszerítették.
A legközelebb eső vár, Légrád ki volt téve a természet viszontagságainak, mert a Dráva – különösen a tavaszi áradásokkor – veszélyeztette a vár épségét. A török kézében levő Kanizsa összeköttetéseit is gátolta Zrínyiújvár, ami egyúttal fontos támaszpontja lehetett volna az elkövetkező török elleni harcoknak.
A Habsburgok és a törökök 1662-ben kötöttek egy titkos megállapodást, amiben többek közt szerepelt a vár elpusztítása, de erre nem került sor, mert a szultán 1663-ban hadat üzent I. Lipótnak. A vár ráadásul annak is gátja volt, hogy a törökök Velence ellen vonuljanak, mivel az udvar hajlandó lett volna átengedni Magyarországon és a tartományain a török sereget.
Az új háború balszerencsésen indult a keresztények számára. A törökök bevették Érsekújvárt. A császári és magyar hadsereg elégtelen létszáma, amely egyfelől a képzetlen nemesi felkelésből állt, nem tudta felvenni a harcot a török hadigépezettel. Zrínyi a leghatalmasabb főurakkal (Nádasdy Ferenc országbíróval és Wesselényi Ferenc nádorral) összefogva kezébe vette a török háború irányítását, és segítséget kért és kapott a Rajnai Szövetségtől, ami gróf Wolfgang von Hohenlohe vezetésével egy 7300 fős, jól felszerelt és képzett sereget küldött Magyarországra. A francia király, XIV. Lajos is útnak indított egy hatezer fős kontingenst és a császári udvar is alapos előkészületeket tett a harcok 1664-ben történő folytatására.
1664 januárjában Zrínyi és von Hohenlohe egészen Pécsig tört előre, a téli hadjárat során. A bán hadjárata végcéljaként az eszéki hídat is elpusztította, amely a török utánpótlását biztosította.
A látványos sikerek ellenére az Udvari Haditanács tétovázott, nem adott ki parancsot Kanizsa ostromának elkezdésére. Mikor ez végül mégis megtörtént, addigra már késő volt. A rövid ostromot követően Köprülü Ahmed nagyvezír új hidat ácsoltatott a Dráván és elindult a vár felmentésére. Előle a keresztény had visszavonult, Zrínyit pedig Bécsben leváltották a magyarországi csapatok főparancsnokának tisztségéből.

## Az ostrom
A nagyvezír azzal a feltett szándékkal folytatta támadását, hogy beveszi és lerombolja Zrínyiújvárt. Ez volt a casus belli is egyben, de célja nem más volt, mint Magyarország teljes meghódítása, amit követett volna Morvaország és Szilézia, végül Bécs bevétele.

### A várvédő sereg és helyzete
Zrínyiújvárban kb. 1900 fő állomásozott, köztük 1200 német, valamint 700 magyar és horvát katona. Parancsnokuk Horváth András kapitány volt. A hadvezetés megpróbálta úgy rendezni csapatait, hogy a Dél-Dunántúlon levő sereg feltartóztassa a törököt, amíg az északon levő erők levonulnak a Duna mentén. A Raimondo Montecuccoli vezette, délen állomásozó csapatok létszáma és ellátása azonban nem volt kielégítő, a katonák éheztek, a fegyverzet elégtelennek bizonyult és a nyugati parancsnokok véleménye szerint a terep alkalmatlannak a felmentő roham intézésére. Ilyen körülmények mellett Montecuccoli nem avatkozott be tevőlegesen az ostromba, de erre nem is kapott felhatalmazást a központi hadvezetéstől.

### A török sereg
A törökök a Dráván való átkeléskor először még csak 20 ezer főt küldtek át a másik partra. Kanizsa ostromakor Zrínyi azt javasolta vezértársainak, von Hohenlohénak és Strozzinak, hogy támadják meg a velük számbelileg azonos török sereget, mert akkor külön-külön tudnák megverni a nagyvezír hadait. A két vezér nem ment ebbe bele és a visszavonulást mellett döntöttek. Seregeinek átkelése után Köprül hadai már kb. 60 ezer katonából álltak, akik közt harmincezer janicsár és szpáhi szolgált, továbbá tatár és román segédhadak, utóbbiak vezére Eustratie Dabija. A Muránál álló keresztény csapatok száma megegyezett a reguláris török erőkével.

### Az ostrom kezdete
Az ostrom megindulásakor (június 2.) Zrínyi és Strozzi csapataikkal az első támadáskor visszaszorították a törökök előhadát. A táborban levő Esterházy Pál úgy írja le az eseményeket, hogy „többen vagyunk most is a töröknél, mégsem mernek az emberek reá menni.” Valójában a török kétszeres túlerőben volt a keresztény csapatokkal szemben. A német csapatok hamarosan átvonultak a Mura túlsó partjára, ezzel fontos magaslati pontokat engedtek át a törököknek, ahonnét ágyúikkal hatásosan tudták lőni az erősséget.
Az északról vonuló sereg lassan haladt, mert vízi úton csak nehezen tudták megoldani az utánpótlást, helyben nem találtak élelmet és az ellenség portyázói (főként a tatárok) veszélyeztették a szárazföldi szállítást. Június 15-én megérkezett a vár alá Montecuccoli, aki átvette a parancsnokságot. Strozzi ekkor már elesett, s később a várkapitány is meghalt egy robbanás következtében. A generálist kétségbeejtő helyzetek fogadták: nagy volt a káosz és a rendezetlenség. Ennek kérdésében Zrínyi még von Hohenlohéval is összeveszett. A többi magyar parancsnokot is felháborította Montecuccoli viselkedése.
A bán valószínűleg itt értesült arról, hogy a magyarországi csapatok feletti főparancsnoki hatásköre megszűnt, ennek azonban nem maradt fenn közvetlen írásos nyoma az utókorra. Látva, hogy a felmentőnek hitt sereg nem avatkozik bele az ostromba, Zrínyi Montecuccoli kérése ellenére június 29-én  távozott a táborból. Először Csáktornyára ment, ahol július 8-án Lipót Vilmos bádeni őrgróffal, a német főparancsnokkal tárgyalt. Néhány napig még megkísérelte a Muraköz védelmét, végül azonban a császárvárosba utazott. Június 30-án Montecuccoli úgy döntött, hogy kiürítteti és felrobbantja a várat, hogy az ne kerüljön a nagyvezír seregeinek kezébe. A parancs végrehajtása előtt azonban a janicsárok döntő rohamot vezényeltek, aminek a megzavarodott helyőrség nem tudott ellenállni, így a vár még aznap elesett. Az ostromnak 1266 védő esett áldozatául a várkapitány mellett. A nagyvezír július 7-én felrobbantotta a várat, amely eltűnt a föld színéről és soha nem építették újjá.
Zrínyi Csáktornyán értesült a vár elestéről és a stájer tartományi vezetésnek felpanaszolta, hogy Montecuccoli végig tétlenül nézte a vár lerohanását. Lipóttól személyes kihallgatást kért, s röplap formájában nyújtotta elé levelét: „a királyi trónushoz kellett menekülnöm, hacsak nem akartam, hogy velem együtt az egész haza és Felséged tartományai is elpusztuljanak.”

## További események
Montecuccoli nem tehetett mást, minthogy visszavonuljon a nagyvezír elől, akinek serege a következő hetekben még tovább nőtt. A generális Muraszombatba (ma Murska Sobota, Szlovénia), Vas vármegyébe vonult vissza. A Murától nem akart eltávolodni, mert innen szállították az utánpótlást és ha a folyó átjáróit megszerzik a törökök, akkor benyomulhatnak Stájerországba. Közben a török hadmozdulatok északra, a Rába vidékére tevődtek át, nyilvánvaló lett tehát, hogy a nagyvezír ott szándékozik átkelni és behatolni osztrák területekre. Montecuccoli úgy határozott, hogy döntő csatába száll a törökökkel és a haditanács határozata alapján a Rábánál fogja ezt megvívni. A több mint százezer fősre nőtt, de erejét alaposan túlbecsülő török had augusztus 1-jén Szentgotthárdnál bocsátkozott ütközetbe Montecuccolival, ahol döntő vereséget szenvedett. A győzelem kiaknázását ellenben megakadályozta a csata után tíz nappal megkötött vasvári béke.